# 芝麻酚
芝麻酚是苯酚的一种衍生物，呈白色结晶固体，是芝麻油的成分之一。它难溶于水，但可以和大多数油脂混合。
有研究称，芝麻酚具有抗氧化作用，可以延缓油脂的腐败，其作用可能是杀灭了油脂中含有的真菌。
芝麻酚可以用于合成帕罗西汀。:138-141 亚历山大·舒尔金在其著作《PiHKAL》中，使用芝麻酚来合成MMDA-2。